# Vinanivao
Vinanivao is een plaats en commune in het noordoosten van Madagaskar, behorend tot het district Antalaha dat gelegen is in de regio Sava. Een volkstelling schatte in 2001 het inwonersaantal op 14.906. De plaats biedt enkel lager onderwijs aan. 75% van de bevolking werkt als landbouwer, 20% houdt zich bezig met veeteelt en 5% verdient zijn brood als visser. De belangrijkste landbouwproducten zijn kruidnagel, rijst en vanille.